# Henry Carr
Henry Carr, född 27 november 1942 i Montgomery i Alabama, död 29 maj 2015 i Griffin i Georgia, var en amerikansk friidrottare.
Carr blev olympisk mästare på 200 meter vid sommarspelen 1964 i Tokyo.